# Sainte-Marie-de-Cuines
Sainte-Marie-de-Cuines ist eine Gemeinde in den Savoyen in Frankreich. Sie gehört zur Region Auvergne-Rhône-Alpes, zum Département Savoie zum Arrondissement Saint-Jean-de-Maurienne und zum Kanton Saint-Jean-de-Maurienne.

## Geografie
Sainte-Marie-de-Cuines liegt am Glandon und grenzt im Nordwesten an Saint-Étienne-de-Cuines, im Nordosten an Saint-Avre, im Osten an Montvernier, im Südosten an La Tour-en-Maurienne mit Pontamafrey-Montpascal, im Süden an Jarrier und im Südwesten an Saint-Alban-des-Villards. 
Die nächsten Bahnhöfe befinden sich in Saint-Avre und La Chambre an der Bahnstrecke Culoz–Modane.

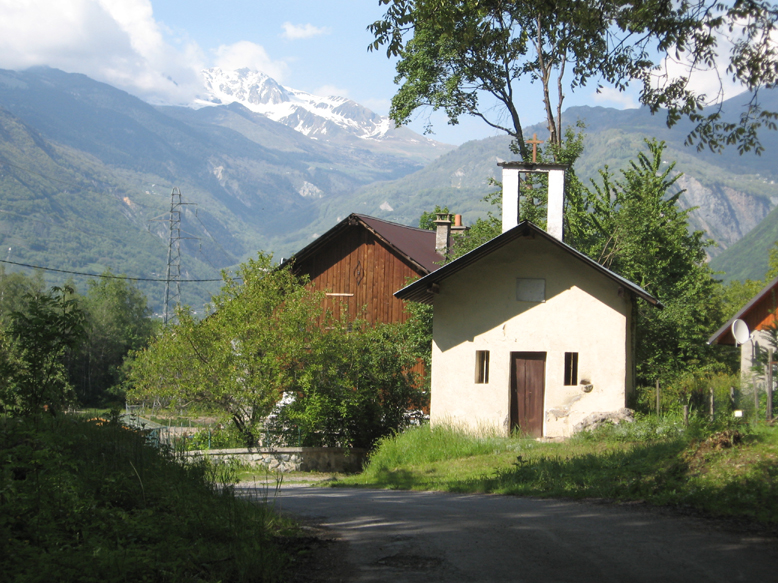
Der Weiler Bonvoisin mit einer kleinen Kapelle
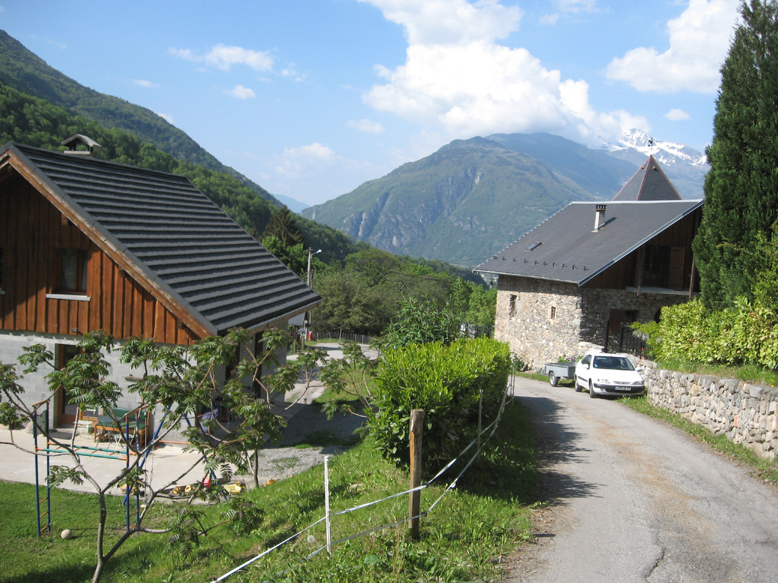
Champ-Fleury
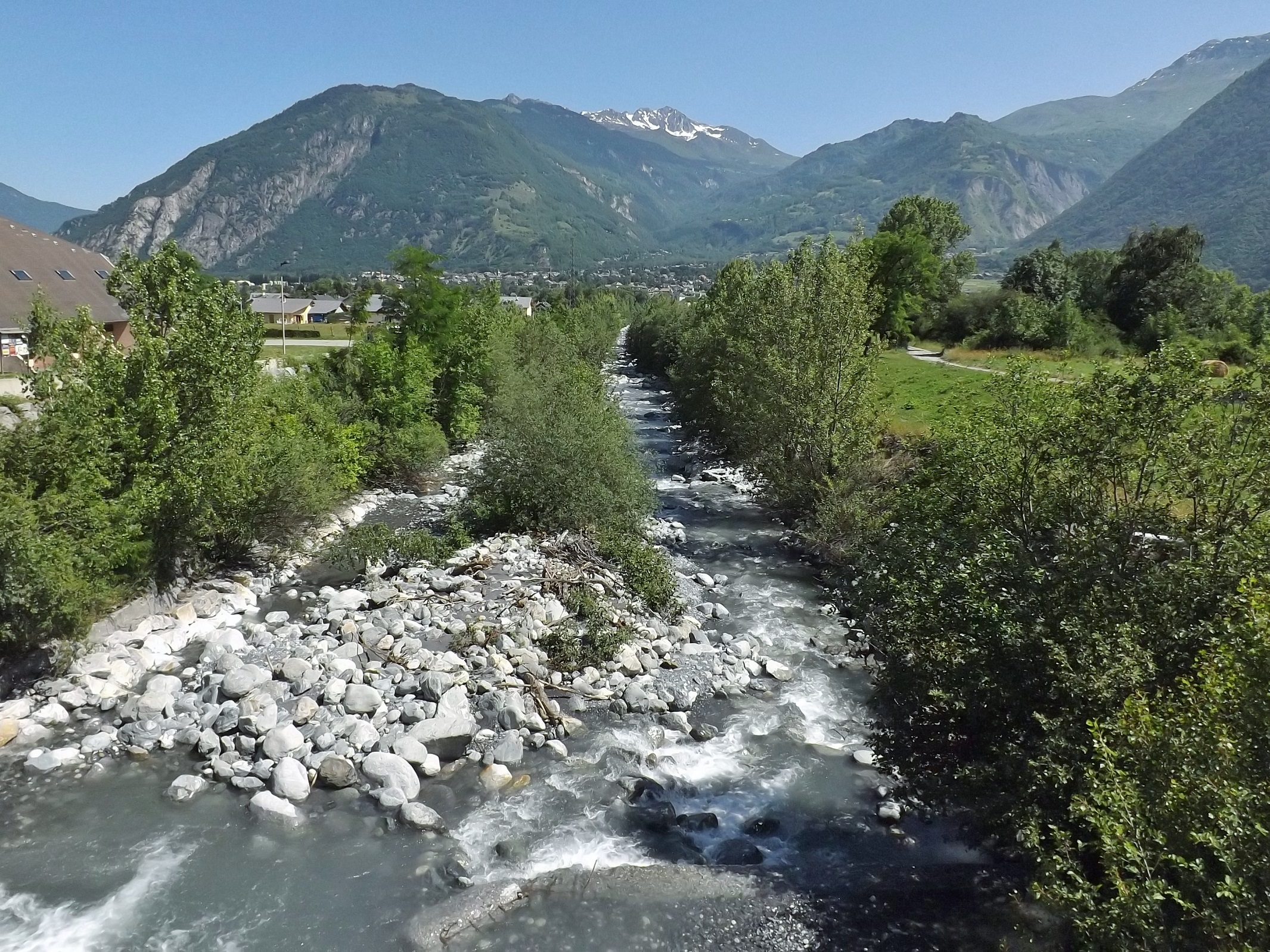
Der Fluss Glandon
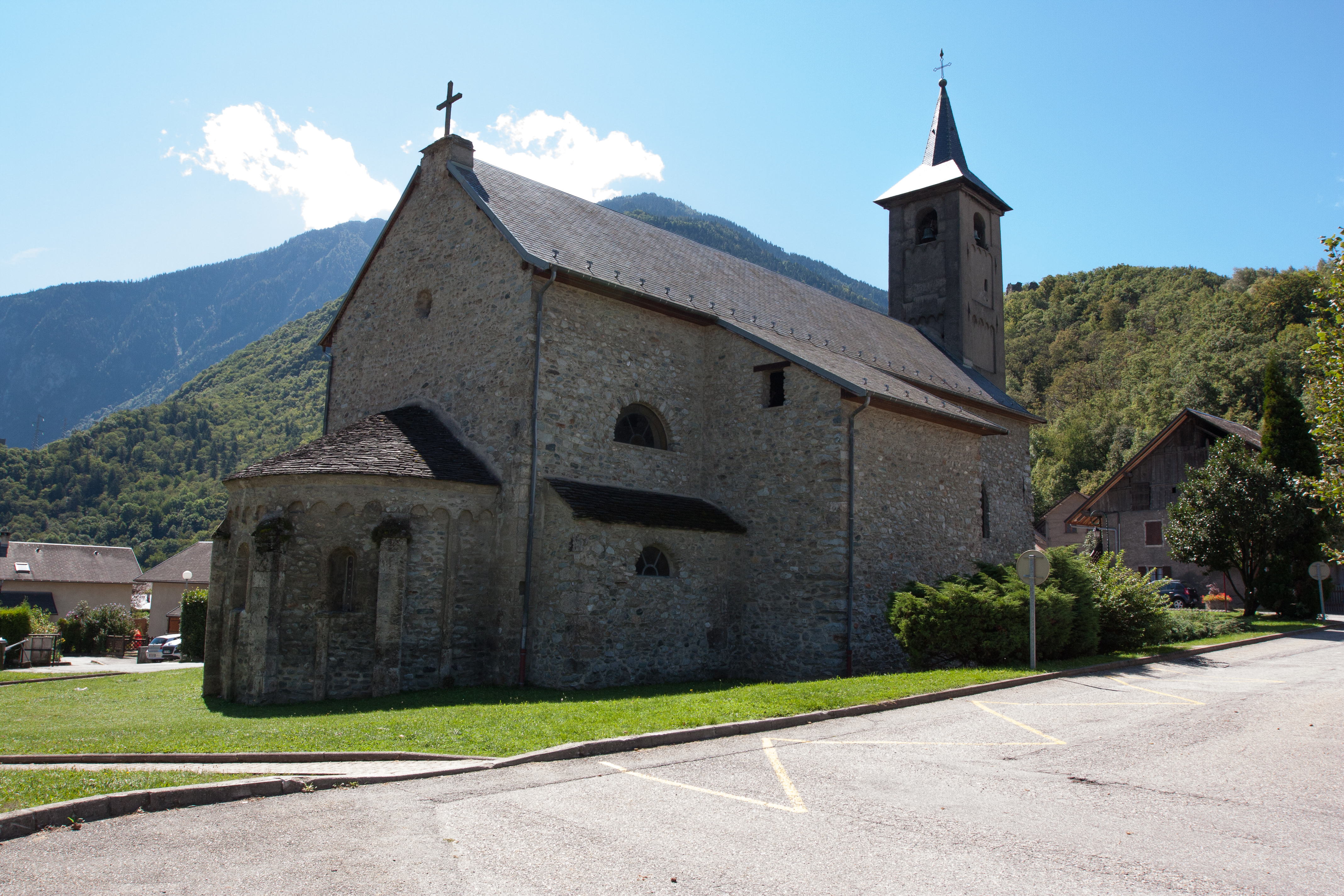
Kirche Notre-Dame-de-l’Assomption, Monument historique

## Bevölkerungsentwicklung
| Jahr                       | 1962 | 1968 | 1975 | 1982 | 1990 | 1999 | 2008 | 2014 | 2021 |
| -------------------------- | ---- | ---- | ---- | ---- | ---- | ---- | ---- | ---- | ---- |
| Einwohner                  | 552  | 529  | 527  | 524  | 510  | 573  | 747  | 817  | 833  |
| Quellen: Cassini und INSEE |      |      |      |      |      |      |      |      |      |